# شيكاغو (فلم)
شيكاغو فيلم أمريكي فائز بجائزة الأوسكار لإفضل فيلم 2002

## القصة
يروي الفيلم قصة السيدتين روكسي هارت (رينيه زيلويجر) وفيلما كيلي (كاثرين زيتا جونز). حيث ترتكب كل منهما جريمة قتل؛ فروكسي قتلت صديقها بعدما اكتشف استغلاله لها أنه لن يساعدها على الوصول للشهرة، وفيلما قتلت زوجها وأختها عندما اكتشف أنهما على علاقة غير شرعية ببعضهما.يجمع السيدتان اهتمام إعلام شيكاغو الذي يعشق الفضائح، كما يجمعهم الاتفاق مع نفس المحامي للدفاع عنهم، وهو المحامي الشهير بيللي فلين (ريتشارد غير) الذي يحاول تبرئة كل منهما من التهمة المنسوبة إليها.

## وصلات خارجية
- الموقع الرسمي
- شيكاغو على موقع IMDb (الإنجليزية)
- شيكاغو على موقع ميتاكريتيك (الإنجليزية)
- شيكاغو على موقع الموسوعة البريطانية (الإنجليزية)
- شيكاغو على موقع روتن توميتوز (الإنجليزية)
- شيكاغو على موقع نتفليكس (الإنجليزية)
- شيكاغو على موقع قاعدة بيانات الأفلام العربية
- شيكاغو على موقع ألو سيني (الفرنسية)
- شيكاغو على موقع Turner Classic Movies (الإنجليزية)
- شيكاغو على موقع أول موفي (الإنجليزية)
- شيكاغو على موقع بوكس أوفيس موجو (الإنجليزية)